# Granada (kommun i Colombia, Cundinamarca, lat 4,52, long -74,35)
Granada är en kommun i Colombia.   Den ligger i departementet Cundinamarca, i den centrala delen av landet, 30 km väster om huvudstaden Bogotá. Antalet invånare är 6 876.